# Klaus Hasselmann
Klaus Hasselmann (Hamburgo, 25 de outubro de 1931) é um oceanógrafo e modelador climático alemão. É provavelmente mais conhecido por desenvolver o modelo de Hasselmann de variabilidade climática, onde um sistema com longa memória (o oceano) integra forçantes estocásticas, transformando assim um sinal de ruído branco em um ruído vermelho, explicando assim (sem suposições especiais) os onipresentes sinais de ruído vermelho vistos no clima. Recebeu o Nobel de Física de 2021 juntamente com Syukuro Manabe e Giorgio Parisi, por contribuições inovadoras para a "modelagem física do clima da Terra, quantificação da variabilidade e previsão confiável do aquecimento global" e "compreensão de sistemas complexos".

## Experiência profissional e pesquisa climática
Hasselmann publicou artigos sobre dinâmica do clima, processos estocásticos, ondas do mar, sensoriamento remoto e estudos de avaliação integrada.
Sua reputação na oceanografia foi fundada principalmente em um conjunto de artigos sobre interações não lineares nas ondas do oceano. Nestes, ele adaptou o formalismo do diagrama de Feynman aos clássicos campos de ondas aleatórias. Posteriormente foram descobertas aplicação de técnicas semelhantes às ondas de plasma, e que ele redescobrira alguns resultados de Rudolf Peierls explicando a difusão de calor nos sólidos por interações de fônons não-lineares. Isso o levou a revisar o campo da física do plasma, reacendendo um interesse anterior na teoria quântica de campos.
Hasselmann afirmou que "foi realmente uma grande surpresa perceber o quão especializados somos em nossos campos, e que precisamos saber muito mais sobre o que estava acontecendo em outros campos. Através desta experiência, fiquei interessado em física de partículas e teoria quântica de campos. Então, entrei na teoria quântica de campos pela porta dos fundos, trabalhando com campos de ondas reais em vez de partículas.
Sobre as alterações climáticas Hasselmann disse que “o principal obstáculo é que os políticos e o público não estão cientes de que o problema tem solução. Temos as tecnologias e há uma questão de investir nessas tecnologias (…) Acho que sim. é perfeitamente possível responder e resolver o problema do clima sem um grande impacto em nosso modo de vida". Hasselmann foi o primeiro a demonstrar a influência humana no clima.

## Artigos sobre modelagem de mudanças climáticas e política
- M. Welp, K. Hasselmann, C. Jaeger, Climate Change and Paths to Sustainability: the Role of Science- Based Stakeholder Dialogues, The Environment
- Barnett, Tim; Zwiers, Francis; Hengerl, Gabriele; Allen, Myles; Crowly, Tom; Gillett, Nathan; Hasselmann, Klaus; Jones, Phil; Santer, Ben; Schnur, Reiner; Scott, Peter; Taylor, Karl; Tett, Simon (1 de maio de 2005). «Detecting and Attributing External Influences on the Climate System: A Review of Recent Advances». American Meteorological Society. Journal of Climate. 18 (9): 1291–1314. Bibcode:2005JCli...18.1291.. ISSN 1520-0442. doi:10.1175/jcli3329.1. hdl:11858/00-001M-0000-0011-FF92-2
- Weber, Michael; Barth, Volker; Hasselmann, Klaus (2005). «A multi-actor dynamic integrated assessment model (MADIAM) of induced technological change and sustainable economic growth». Elsevier BV. Ecological Economics. 54 (2–3): 306–327. ISSN 0921-8009. doi:10.1016/j.ecolecon.2004.12.035
- Hasselmann, K. (12 de dezembro de 2003). «The Challenge of Long-Term Climate Change». American Association for the Advancement of Science (AAAS). Science. 302 (5652): 1923–1925. Bibcode:2003Sci...302.1923H. ISSN 0036-8075. PMID 14671292. doi:10.1126/science.1090858. hdl:11858/00-001M-0000-0012-012D-E
- Ledley, Tamara S.; Sundquist, Eric T.; Schwartz, Stephen E.; Hall, Dorothy K.; Fellows, Jack D.; Killeen, Timothy L. (28 de setembro de 1999). «Climate change and greenhouse gases». American Geophysical Union (AGU). Eos, Transactions American Geophysical Union. 80 (39): 453–458. Bibcode:1999EOSTr..80Q.453L. ISSN 0096-3941. doi:10.1029/99eo00325 (This review paper cites several papers coauthored by Hasselmann.)
- Hasselmann, Klaus (1999). «Linear and nonlinear signatures». Springer Science and Business Media LLC. Nature. 398 (6730): 755–756. ISSN 0028-0836. doi:10.1038/19635
- Hasselmann, Klaus (1997). «Climate-change research after Kyoto». Springer Science and Business Media LLC. Nature. 390 (6657): 225–226. Bibcode:1997Natur.390..225H. ISSN 0028-0836. doi:10.1038/36719
- Hasselmann, K. (9 de maio de 1997). «Are We Seeing Global Warming?». American Association for the Advancement of Science (AAAS). Science. 276 (5314): 914–915. ISSN 0036-8075. doi:10.1126/science.276.5314.914